# Caratê nos Jogos Pan-Americanos de 2007 - Até 75 kg masculino
A categoria até 75 kg foi uma em disputa nas competições de caratê nos Jogos Pan-Americanos de 2007, no Rio de Janeiro. A modalidade foi realizada no Complexo Esportivo Miécimo da Silva no dia 26 de julho com 8 caratecas.

## Medalhistas
| Ouro   | DOM Gustavo Dionisio                |
| Prata  | CUB Jorge Zaragoza                  |
| Bronze | ESA Williams Serrano CHI David Dubó |

## Resultados
Os oito caratecas participantes são divididos em dois grupos de quatro cada, onde todos enfrentam todos dentro dos grupos. Os dois caratecas com o maior número de pontos (vitória vale dois pontos, empate um e derrota zero) avançam para as semifinais lutando em cruzamento olímpico (primeiro de um grupo contra o segundo do outro). Os vencedores decidem a medalha de ouro na grande final.

### Primeira fase
| Grupo 1          | CON                      | CUB | DOM | BRA | ARG |
| Jorge Zaragoza   | CUB Cuba                 | —   | V-D | E   | E   |
| Gustavo Dionisio | DOM República Dominicana | D-V | —   | V-D | E   |
| Caio Duprat      | BRA Brasil               | E   | D-V | —   | V-D |
| Franco Icasati   | ARG Argentina            | E   | E   | D-V | —   |

| Pos. | L | V | E | D | Pts |
| ---- | - | - | - | - | --- |
| 1    | 3 | 1 | 2 | 0 | 4   |
| 2    | 3 | 1 | 1 | 1 | 3   |
| 3    | 3 | 1 | 1 | 1 | 3   |
| 4    | 3 | 0 | 2 | 1 | 2   |

| Grupo 2          | CON             | CHI | ESA | MEX | GUA |
| David Dubó       | CHI Chile       | —   | V-D | D-V | V-D |
| Williams Serrano | ESA El Salvador | D-V | —   | V-D | V-D |
| Emilio Oviedo    | MEX México      | V-D | D-V | —   | V-D |
| Daniel Villena   | GUA Guatemala   | D-V | D-V | D-V | —   |

| Pos. | L | V | E | D | Pts |
| ---- | - | - | - | - | --- |
| 1    | 3 | 2 | 0 | 1 | 4   |
| 2    | 3 | 2 | 0 | 1 | 4   |
| 3    | 3 | 2 | 0 | 1 | 4   |
| 4    | 3 | 0 | 0 | 3 | 0   |

### Classificação 5º-8º lugar
|  | Classificação 5º-8º lugar | Classificação 5º-8º lugar |   |                    | 5º lugar           | 5º lugar |  |
|  |                           |                           |   |                    |                    |          |  |
|  |                           |                           |   |                    |                    |          |  |
|  | BRA Caio Duprat           | KIK                       |   |                    |                    |          |  |
|  | GUA Daniel Villena        | -                         |   |                    |                    |          |  |
|  |                           |                           |   |                    |                    |          |  |
|  |                           |                           |   |                    |                    |          |  |
|  |                           |                           |   |                    | BRA Caio Duprat    | 1        |  |
|  |                           | MEX Emilio Oviedo         | 4 |                    |                    |          |  |
|  |                           |                           |   |                    |                    |          |  |
|  |                           |                           |   |                    |                    |          |  |
|  |                           |                           |   |                    | 7º lugar           |          |  |
|  |                           |                           |   |                    |                    |          |  |
|  | ARG Franco Icasati        | -                         |   | GUA Daniel Villena | w.o.               |          |  |
|  | MEX Emilio Oviedo         | KIK                       |   |                    | ARG Franco Icasati | -        |  |

### Semifinal e Final
|  | Semifinal            | Semifinal            |       |  | Final              | Final |  |
|  |                      |                      |       |  |                    |       |  |
|  |                      |                      |       |  |                    |       |  |
|  | CUB Jorge Zaragoza   | 10                   |       |  |                    |       |  |
|  | ESA Williams Serrano | 0                    |       |  |                    |       |  |
|  |                      |                      |       |  |                    |       |  |
|  |                      |                      |       |  |                    |       |  |
|  |                      |                      |       |  | CUB Jorge Zaragoza | 4     |  |
|  |                      | DOM Gustavo Dionisio | 4 SUP |  |                    |       |  |
|  |                      |                      |       |  |                    |       |  |
|  |                      |                      |       |  |                    |       |  |
|  |                      |                      |       |  |                    |       |  |
|  |                      |                      |       |  |                    |       |  |
|  | DOM Gustavo Dionisio | 3                    |       |  |                    |       |  |
|  | CHI David Dubó       | 2                    |       |  |                    |       |  |

## Classificação final
| Pos.              | Atleta               |
| ----------------- | -------------------- |
| Medalha de ouro   | DOM Gustavo Dionisio |
| Medalha de prata  | CUB Jorge Zaragoza   |
| Medalha de bronze | ESA Williams Serrano |
| Medalha de bronze | CHI David Dubó       |
| 5                 | MEX Emilio Oviedo    |
| 6                 | BRA Caio Duprat      |
| 7                 | GUA Daniel Villena   |
| 8                 | ARG Franco Icasati   |